# Kleimosfamilie
De kleimosfamilie (Pottiaceae) is een familie uit de orde Pottiales. Het is de mosfamilie met de meeste soorten. Met bijna 1500 soorten omvat het meer dan 10% van de 10.000 tot 15.000 van het aantal wetenschappelijk beschreven mossoorten. De wetenschappelijke naam van de familie is gepubliceerd door Wilhelm Philipp Schimper in 1851.

## Kenmerken
Bij bijna alle soorten zijn de bladcellen in het bovenste deel van het blad sterk papillair en rond, terwijl de cellen in het onderste deel van het blad meestal glad, waterig en rechthoekig zijn. Het kapsel heeft zestien peristoomtanden, ook kan het peristoom ontbreken. De tanden zitten op een laag of zelfs hoog basaalmembraan en zijn verschillend van vorm. De seta (kapselsteel) is meestal langwerpig en glad. Het sporogoon is meestal langwerpig tot cilindrisch.

## Geslachten
De volgende geslachten zijn beschreven:
Acaulon - Aloina - Aloinella - Anictangium - Anoectangium - Aschisma - Astomum - Barbula - Bellibarbula - Bryoceuthospora - Bryoerythrophyllum - Calymperastrum - Calyptopogon - Chenia - Chionoloma - Crossidium - Crumia - Desmatodon - Dialytrichia - Didymodon - Dolotortula - Erythrophyllastrum - Erythrophyllopsis - Eucladium - Ganguleea - Gertrudiella - Globulinella - Guerramontesia - Gymnostomiella - Gymnostomum - Gyroweisia - Hennediella - Hilpertia - Husnotiella - Hydrogonium - Hymenostomum - Hymenostyliella - Hymenostylium - Hyophiladelphus - Hyophila - Hypodontium - Leptobarbula - Leptodontiella - Leptodontium - Luisierella - Merceya - Microbryum - Mironia - Molendoa - Neophoenix - Oxystegus - Pachyneuropsis - Phascopsis - Phascum - Plaubelia - Pleurochaete - Pottia - Pottiopsis - Pseudocrossidium - Pseudosymblepharis - Pterygoneurum - Quaesticula - Reimersia - Rhexophyllum - Sagenotortula - Saitobryum - Sarconeurum - Scopelophila - Semibarbula - Stegonia - Stonea - Streblotrichum - Streptocalypta - Streptopogon - Streptotrichum - Syntrichia - Teniolophora - Tetracoscinodon - Tetrapterum - Timmiella - Tortella - Tortula - Trachycarpidium - Trachyodontium - Trichostomopsis - Trichostomum - Triquetrella - Tuerckheimia - Uleobryum - Weisiopsis - Weissia - Weissiodicranum - Willia